# Primula pauliana
Primula pauliana är en viveväxtart som beskrevs av William Wright Smith och Forrest. Primula pauliana ingår i släktet vivor, och familjen viveväxter. Utöver nominatformen finns också underarten P. p. huiliensis.